# Nyos
Nyos est une localité du Cameroun, située dans la commune de Zhoa, le département du Menchum et la Région du Nord-Ouest.
Elle a communément donné son nom au lac voisin (en réalité lac Lwi) qui a été la scène en août 1986, d'une éruption limnique causant la mort de 1 746 personnes dans les villages environnants.

## Population
Lors du recensement de 2005, on a dénombré 613 habitants à Nyos.